# Nerea Agüero
Nerea Agüero García (Navalmoral de la Mata, Cáceres, 14 de octubre de 1997) es una futbolista española, con nacionalidad argentina, que juega como defensa en el Granada Club de Fútbol Femenino de la Primera Federación. Como internacional ha jugado en la Selección Argentina.

## Trayectoria

### Sporting Club de Huelva
Con 10 años se traslada junto a sus padres a Aljaraque (Huelva), donde comienza a jugar al fútbol de forma federada. Tras dos años en el equipo alevín del EMD Aljaraque, se incorpora al equipo infantil del Sporting Club de Huelva en 2009. Apenas cumplidos los 13 años, debuta en el fútbol senior, lo hace el 17 de octubre de 2010 jugando en las filas del Sporting Club de Huelva B de la 1ª Provincial de Huelva, en un partido que ganaron por ocho a tres frente al Chanza. Sus buenas actuaciones le hacen ganar peso en el vestuario, lo que le permite seguir jugando durante el resto de la temporada en dicho equipo, finalizando la campaña en cuarta posición, lo que les sirvió para disputar la fase de ascenso, cayendo derrotadas ante Córdoba CF.
Al año siguiente militaría de nuevo en el filial de la 1ª Provincial de Huelva, siendo indiscutible en el equipo, consiguiendo una meritoria tercera posición liguera, además el 3 de junio se proclamaría Campeona de España Sub-16 con la Selección Andaluza Sub-16, tras vencer por dos goles a uno al combinado valenciano, en la final del III Campeonato de España Sub-16 que se celebró en Fuengirola (Málaga).
Comienza la temporada 2012-13 con la intención de seguir ganando experiencia en el fútbol senior, eso sumado a una ilusión desmedida la hace destacar en las primeras jornadas entre sus compañeras. El magnífico comienzo de Nerea llama rápidamente la atención de Antonio Toledo, el entrenador del primer equipo, el cual la hace debutar en Primera División el 11 de noviembre de 2012, entrando al terreno de juego en el minuto 76 en sustitución de Esther González, en un partido que ganaron por cero a cinco a la Sociedad Deportiva Lagunak. De esa forma se convertiría en la segunda jugadora nacida en la comarca del Campo Arañuelo, en debutar en la máxima categoría del fútbol español femenino, tras Celia Castillo. Esa temporada jugaría un total de ochenta minutos, repartidos en siete partidos, con el primer equipo. El 30 de junio de 2013, en el Estadio de Vallecas, intentaría revalidar el título de Campeona de España Sub-16, pero un gol a falta de treinta segundos de la Selección Madrileña se lo arrebataría.

### Sevilla FC
El 27 de agosto de 2013, el Sevilla FC, oficiaría el fichaje de la jugadora morala. Comenzaría la temporada nada menos que jugando de titular con el primer equipo en Primera División y, además, ante el Atlético de Madrid. A las semanas se incorporaría al filial nervionense, conjunto con el que jugaría en la 1ª Provincial de Sevilla, acabando en segunda posición de la tabla clasificatoria. Cabe destacar los cuatro partidos que disputó ese año en la máxima competición. En enero de 2014, sería convocada con la Selección Andaluza Sub-18, no pasando la segunda fase del Campeonato de España Sub-18.
2014 sería el año en que Nerea diese su mayor salto de calidad. La 1ª Provincial se le quedaba pequeña, y así lo reflejaron los resultados, al proclamarse campeonas de liga. Asimismo el nuevo entrenador del primer equipo, Francisco Manuel Jiménes Licera, confió mucho en ella, llegando a jugar once partidos en la élite. De nuevo en 2015, fue convocada con la Selección Andaluza Sub-18, llegando a semifinales del Campeonato de España Sub-18.

### Torredolones CF
En septiembre de 2015 cambiaría el fútbol andaluz por el madrileño, dando un importante paso en su carrera al fichar por un equipo de Primera Federación, el Torrelodones CF. Desde el primer partido se hizo con la titularidad en la banda derecha de la zaga, desde donde se sumaría al ataque con mucha frecuencia. La primera temporada consiguirían un notable octavo puesto, no así en su segundo, quedando en decimotercera posición.

### Deportivo Alavés
En 2017 el Deportivo Alavés Gloriosas se hace con los servicios de la jugadora extremeña. Esa campaña únicamente lograron ganar ocho partidos, lo que les supuso quedar undécimas de Primera Federación. Cabe destacar positivamente, el precioso gol de falta que Nerea metió ante el Zarautz Kirol Elkartea, en el partido que los enfrentó en la Jornada 6 de liga.

### Zaragoza CFF
En el verano de 2018, el Zaragoza CFF se refuerza con Nerea, teniendo el ambicioso objetivo de ascender a Primera División. El rendimiento del equipo fue espectacular desde el primer partido, únicamente perdieron dos encuentros y se alzaron con el campeonato de liga, tras quedar en lo más alto de la clasificación a sólo tres puntos del Seagull, con el que mantuvieron una gran rivalidad. La jugadora de Navalmoral de la Mata, a pesar de ser defensa, consiguió meter dos goles en los veintiocho partidos que jugó. Finalmente no pudieron conseguir el ansiado ascenso al caer derrotadas ante el Club Deportivo Tacón en las semifinales de los playoffs.

### Granada CF
El último día de julio de 2019, el Granada CF anunciaba la incorporación de Nerea Agüero. De nuevo se vestía de corto con el objetivo de subir a Primera División, y de nuevo se quedaría con la miel en los labios. Desde el inicio se hizo dueña del carril derecho, jugó diecinueve partidos de veintidós hasta que la competición se paralizó debido a la COVID-19. Quedaron en segunda posición en liga a sólo un punto del Santa Teresa CD, cuando aún quedaban ocho encuentros por disputarse.
El 4 de agosto de 2020, Nerea renovaría con el conjunto nazarí. El 26 de ese mes, perdió por dos goles a uno, la final de la Copa de Andalucía ante el Real Betis. En liga quedaron clasificadas en segundo lugar, a sólo tres puntos del CD Pozoalbense, posición que les permitió clasificarse a la fase de ascenso, donde finalizaron en tercer lugar. Nerea jugó veinte partidos y anotó dos goles.
Comenzó la campaña siguiente alzándose con la Copa de Andalucía tras vencer en la final por tres goles a uno al Sporting Club de Huelva. Posteriormente, la lateral hispano-argentina jugó dos partidos de Copa de la Reina y sólo doce partidos de liga, siendo el último de ellos el celebrado el día 12 de diciembre de 2021 en Canarias ante el CD Juan Grande Ginelux. Ello fue como consecuencia de una lesión ocasionada en un entrenamiento en el mes de enero, en el que se rompió el ligamento cruzado anterior de su rodilla izquierda, lo que le hizo perderse el resto de la temporada. Quedaron clasificadas en tercer lugar, empatadas a puntos con el CP Cacereño y a nueve del Alhama Club de Fútbol.
Nerea reaparecería sobre el verde el 27 de noviembre de 2022, en el partido de liga que les enfrentó al Real Oviedo. En la competición copera jugó dos partidos, cayendo en cuartos de final ante el Atlético de Madrid. En Primera Federación disputó un total de nueve partidos, consiguiendo un notable quinto puesto que les valió para clasificarse a los playoffs. Tras ganar al CA Osasuna Femenino en semifinales y al RC Deportivo de La Coruña en la final, ascendieron a Primera División.

## Clubes
| Club                       | País   | Temporada         |
| -------------------------- | ------ | ----------------- |
| Sporting Club de Huelva    | España | 2010 - 2013       |
| Sevilla FC                 | España | 2013 - 2015       |
| Torrelodones CF            | España | 2015 - 2017       |
| Deportivo Alavés Gloriosas | España | 2017 - 2018       |
| Zaragoza CFF               | España | 2018 - 2019       |
| Granada CF                 | España | 2019 - Actualidad |

## Selección nacional
La nacionalidad argentina de su padre y un gran año de Nerea, posibilitaron que el día 2 de diciembre de 2019, Carlos Borrello la convocara para unas jornadas de entrenamiento con la Selección Argentina, las cuales se celebraron en Ezeiza (Buenos Aires).
En octubre de 2021, el nuevo seleccionador, Germán Portanova, citó a la jugadora morala para viajar con el combinado nacional a México, donde se enfrentaron a la Selección Mexicana y al Club Deportivo Guadalajara Femenil, no consiguiendo disputar ningún minuto. Al mes siguiente, fue convocada de nuevo para viajar a Ecuador, donde disputaron dos encuentros ante la Selección Ecuatoriana, siendo en el segundo de ellos donde Nerea hizo su debut con la albiceleste. El acontecimiento tuvo lugar en el Estadio Rodrigo Paz Delgado de Quito, el día 30 de noviembre de 2021. De esta forma, Nerea Agüero se convertiría en la quinta jugadora de fútbol nacida en Extremadura en debutar con una selección nacional absoluta, tras Ana Pérez Mingorance, Lourdes Díaz, Silvia Gaviro y Yannel Correa.

## Palmarés

### Títulos
| Título                        | Club                      | País   | Año  |
| ----------------------------- | ------------------------- | ------ | ---- |
| Campeonato de España Sub-16   | Selección Andaluza Sub-16 | España | 2012 |
| Primera Provincial de Sevilla | Sevilla FC B              | España | 2015 |
| Primera Federación            | Zaragoza CFF              | España | 2019 |
| Copa de Andalucía             | Granada CF                | España | 2021 |

### Distinciones individuales
| Distinción                                                       | Año  |
| ---------------------------------------------------------------- | ---- |
| Mención Especial en la Gala del Deporte de Navalmoral de la Mata | 2019 |
| Mejor Deportista en la Gala del Deporte de Navalmoral de la Mata | 2020 |